# دهستان حیقوق نبی
حیقوق نبی، دهستانی است از توابع بخش مرکزی شهرستان تویسرکان در استان همدان ایران.

## جمعیت
براساس سرشماری سال ۱۳۹۵ جمعیت آن ۱۰٬۱۶۹ نفر (۳٬۵۵۱ خانوار) بوده است.